# سكوت أرمسترونغ (لاعب كرة سلة)
سكوت أرمسترونغ (21 أكتوبر 1913 بفورت واين في الولايات المتحدة - 20 أغسطس 1997 بفورت واين في الولايات المتحدة) (بالإنجليزية: Scott Armstrong)‏ هو لاعب كرة سلة أمريكي في مركز هجوم قوي الجسم. لعب مع Butler Bulldogs men's basketball ‏.

## وصلات خارجية
- سكوت أرمسترونغ على موقع سبورتس رفرنس (الإنجليزية)